# Kakgaina
Kakgaina è una suddivisione dell'India, classificata come census town, di 9.691 abitanti, situata nel distretto di Bareilly, nello stato federato dell'Uttar Pradesh. 